# Тауциј Магеруш (Марамуреш)
Тауциј Магеруш (рум. Tăuţii Măgheruş) насеље је у Румунији у округу Марамуреш. Oпштина се налази на надморској висини од 170 m.

## Становништво
Према подацима из 2011. године у насељу је живело 6597 становника.